# Wolf Wolfensberger
 (avril 2011).
Si vous disposez d'ouvrages ou d'articles de référence ou si vous connaissez des sites web de qualité traitant du thème abordé ici, merci de compléter l'article en donnant les références utiles à sa vérifiabilité et en les liant à la section « Notes et références ».
Wolf Wolfensberger (1934 à Mannheim en Allemagne - 27 février 2011) est un psychologue américain d'origine allemande.

## Biographie
Né le 26 juillet 1934 à Mannheim en Allemagne, Wolf Peregrin Joachim Wolfensberger est le cadet de 3 enfants. Il grandit dans une famille de catholiques, protestants et juifs. Durant la seconde guerre mondiale, il est envoyé à la campagne pendant 2 ans pour échapper aux bombardements.
Avec sa mère, ils émigrent aux États-Unis en 1950 et s'installent au Tennessee. Entre 17 et 21 ans, pendant ses études à la faculté de Siena à Memphis (Tennessee), il travaille en tant que technicien de laboratoire pour une entreprise de chimie. Il obtient son bachelor de philosophie en 1955, puis un master de psychologie et éducation spécialisée à l'université St. Louis (Missouri) et enfin en 1962 un doctorat en psychologie à Peabody College for Teachers, de l'université Vanderbilt, où il s'est spécialisé dans la déficience intellectuelle et l'orthopédagogie.
Par ailleurs en février 1960, il marie Nancy Artz, originaire d'Indiana, et ont ensemble 3 enfants (Margaret, Joan et Paul), qui donneront 3 petits-enfants (John Tate, Jennifer et Hadley Sager).
Pendant ses études et après l'obtention de ses diplômes, il travaille dans des institutions de déficience intellectuelle dans l'Indiana, le Tennessee, le New Jersey et le Michigan, et également dans un hôpital psychiatrique dans le Missouri. Il effectue son post-doc à l'hôpital Maudsley à Londres (Angleterre), puis retourne aux Etats-Unis et pour faire des recherches entre 1964 et 1971 au Nebraska Psychiatric Institute, à l'University of Nebraska Medical School. C'est au Nebraska qu'il fonde le premier, à l'échelle du pays, système de services communitaire pour les personnes atteintes de déficience mentale.
Entre 1971 et 1973, il est chercheur à l'Association canadienne pour l'intégration communautaire à Toronto. Par la suite, il dirige le Training Institute for Human Service Planning, Leadership and Change Agentry à l'université Syracuse jusqu'à sa mort en 2011
En parallèle de sa carrière de chercheur, il s'est engagé dans différentes associations et a écrit et co-écrit plus de 50 livres et monographies, plus de 60 chapitres, plus de 140 grandes publications et 99 plus petites, 28 revues et 6 poèmes.

## Recherches
La majorité de son travail traite des idéologies, structures et l'élaboration des systèmes de service à la personne, surtout en ce qui concerne les personnes présentant une déficience intellectuelle et leurs familles. Il est auteur de livres et d'articles, notamment Changing Patterns in Residential Services for the Mentally Retarded et The Principle of Normalization.
Il crée le parrainage civique[réf. souhaitée] et la valorisation de rôles sociaux.
En 1999, des représentants de sept organisations œuvrant dans le domaine de la déficience intellectuelle l'ont sélectionné parmi « les 35 individus du XXe siècle qui eurent le plus d'influence en déficience intellectuelle »[réf. souhaitée].